# Tallvik
Tallvik är en  tätort i Överkalix kommun, belägen norr om Kalixälven och på östra sidan av Ängesån. Tallvik har broförbindelse över Ängesån till Hällan och E10, och broförbindelse till centralorten Överkalix över Kalixälven. Väster om Tallvik ligger Vännäsberget, och norr om Tallvik går riksväg 98 till Nybyn. Tätorten gränsar i söder till sjöarna Görjevarpavan och Tallviksavan.
Före 2015 bestod tätorten av området öster om riksväg 98 och industriområdet och bostadsområdet väster om riksväg 98 tillhörde småorten Norra Tallvik.

## Historia

### Administrativa tillhörigheter
Tallvik ligger i Överkalix socken som bildade Överkalix landskommun i samband med kommunreformen 1863. I samband med kommunreformen 1971 ombildades kommunen till Överkalix kommun, som Tallvik har tillhört sedan dess.

### Befolkningsutveckling
| Befolkningsutvecklingen i Tallvik 1950–2020                                             | Befolkningsutvecklingen i Tallvik 1950–2020 | Befolkningsutvecklingen i Tallvik 1950–2020 | Befolkningsutvecklingen i Tallvik 1950–2020 | Befolkningsutvecklingen i Tallvik 1950–2020 |
| --------------------------------------------------------------------------------------- | ------------------------------------------- | ------------------------------------------- | ------------------------------------------- | ------------------------------------------- |
|                                                                                         |                                             |                                             |                                             |                                             |
| År                                                                                      |                                             |                                             | Folkmängd                                   | Areal (ha)                                  |
| 1950                                                                                    | 1950                                        |                                             | 266                                         | ##                                          |
| 1960                                                                                    | 1960                                        |                                             | 298                                         | 43                                          |
| 1965                                                                                    | 1965                                        |                                             | 376                                         | 42                                          |
| 1970                                                                                    | 1970                                        |                                             | 384                                         | 28                                          |
| 1975                                                                                    | 1975                                        |                                             | 468                                         | 40                                          |
| 1980                                                                                    | 1980                                        |                                             | 523                                         | 37                                          |
| 1990                                                                                    | 1990                                        |                                             | 543                                         | 37                                          |
| 1995                                                                                    | 1995                                        |                                             | 519                                         | 38                                          |
| 2000                                                                                    | 2000                                        |                                             | 473                                         | 38                                          |
| 2005                                                                                    | 2005                                        |                                             | 444                                         | 38                                          |
| 2010                                                                                    | 2010                                        |                                             | 434                                         | 38                                          |
| 2015                                                                                    | 2015                                        |                                             | 497                                         | 106                                         |
| 2020                                                                                    | 2020                                        |                                             | 486                                         | 105                                         |
| Anm.: Norra Tallvik ingår sedan 2015. ## Som tätort/befolkningsagglomeration 1920–1950. |                                             |                                             |                                             |                                             |

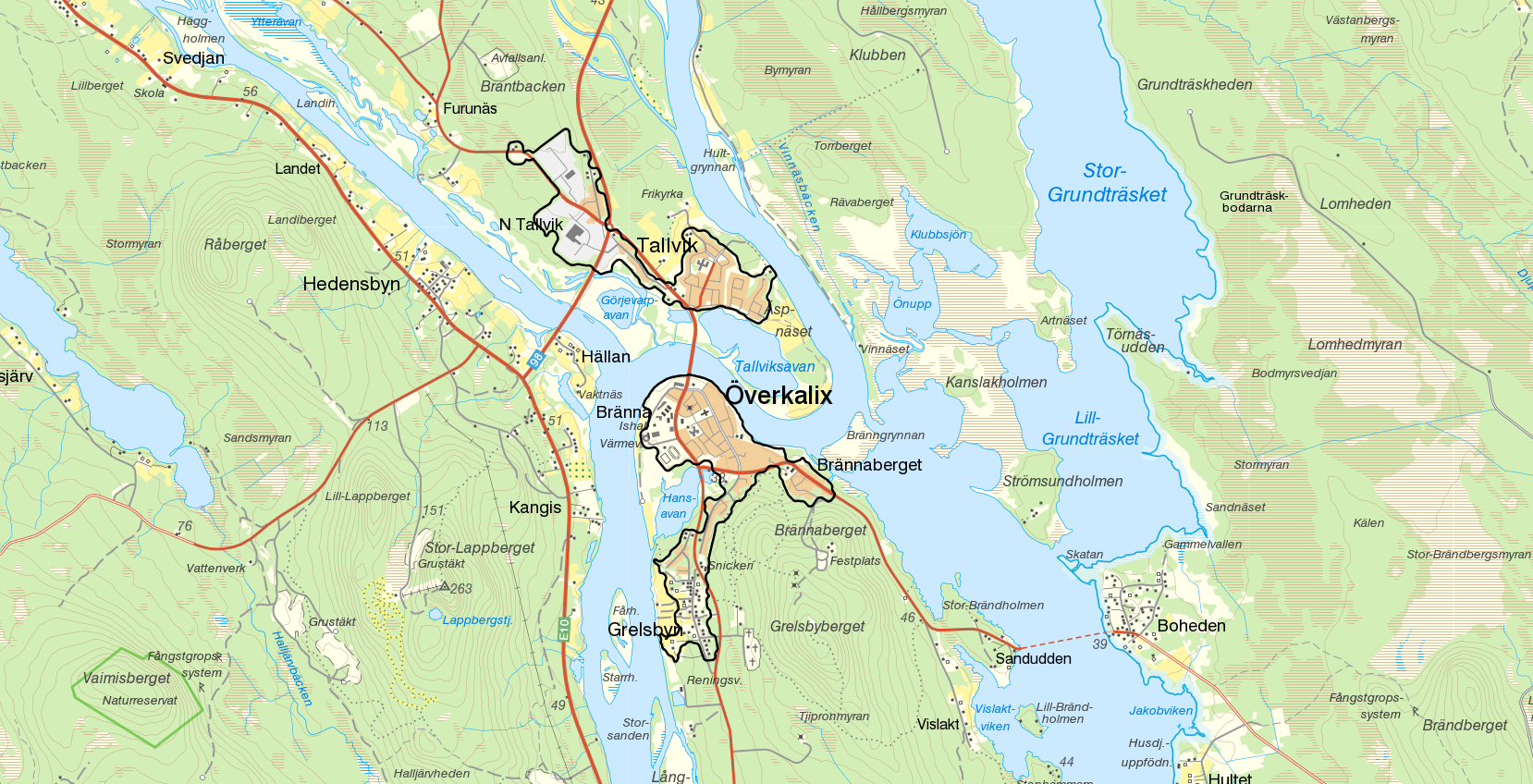
De av Statistiska centralbyrån avgränsade tätorterna Tallvik och Överkalix, med gränserna från tätortsavgränsningen 2015.

I samband med tätortsavgränsningen 1975 avgränsades tätorten på den nya ekonomiska kartan.

#### SmåortenNorra Tallvik
| Befolkningsutvecklingen i Norra Tallvik 1990–2010 | Befolkningsutvecklingen i Norra Tallvik 1990–2010 | Befolkningsutvecklingen i Norra Tallvik 1990–2010 | Befolkningsutvecklingen i Norra Tallvik 1990–2010 | Befolkningsutvecklingen i Norra Tallvik 1990–2010 |
| ------------------------------------------------- | ------------------------------------------------- | ------------------------------------------------- | ------------------------------------------------- | ------------------------------------------------- |
|                                                   |                                                   |                                                   |                                                   |                                                   |
| År                                                |                                                   |                                                   | Folkmängd                                         | Areal (ha)                                        |
| 1990                                              | 1990                                              |                                                   | 124                                               | 19#                                               |
| 1995                                              | 1995                                              |                                                   | 136                                               | 49#                                               |
| 2000                                              | 2000                                              |                                                   | 123                                               | 49#                                               |
| 2005                                              | 2005                                              |                                                   | 114                                               | 59#                                               |
| 2010                                              | 2010                                              |                                                   | 95                                                | 59#                                               |
| Anm.: Ingår i Tallvik från 2015. # Som småort.    |                                                   |                                                   |                                                   |                                                   |

På grund av förändrat dataunderlag hos Statistiska centralbyrån så är småortsavgränsningarna 1990 och 1995 inte jämförbara. Befolkningen den 31 december 1990 var 126 invånare inom det område som småorten omfattade 1995. Vid småortsavgränsningen 1995 var andelen fritidshus högre än 50 % av samtliga byggnader i småorten. Från 2015 ingår småorten Norra Tallvik i tätorten och småorten har upplösts.

## Näringsliv
I Tallvik finns metallindustrin Isolamin AB och Verkstadsindustri I Norr AB samt bageriet Bröderna Olofsson. I Tallviks östra del ligger dessutom Överkalix hälsocentral som drivs av Norrbottens läns landsting.